# I Can't Stand the Rain
I Can't Stand the Rain è una canzone scritta ed originariamente registrata da Ann Peebles. La canzone diventò il suo più grande successo (sesta posizione della classifica Billboard R&B nel 1973) ed uno dei suoi brani più celebri.

## Cover
La canzone è stata frequentemente oggetto di cover e campionamenti sin dalla sua pubblicazione nel 1973. Una celebre cover del brano in chiave dance fu registrata nel 1977 dagli Eruption, nel singolo I Can't Stand The Rain/Be Yourself e raggiunse al posizione 18 della Billboard Hot 100.
Lowell George registrò il brano nell'album del 1979 Thanks, I'll Eat it Here. La canzone fu anche registrata dai Bad Manners nell'album del 1993 Fat Sound, e da Terry Manning in una versione live nell'album del 2006 Home Sweet Home.
Sicuramente una delle versioni più celebri di I Can't Stand the Rain è quella incisa da Tina Turner nell'album del 1984 Private Dancer, e pubblicata come sesto singolo estratto dall'album ad inizio 1985. La sua versione del brano non riuscì a bissare il successo dei singoli precedenti, non entrando neppure nella top 50 della Billboard Hot 100. Tuttavia il singolo ebbe un notevole successo in Europa, entrando nella top 20 di Francia, Svizzera, Irlanda, Germania ed Austria.
Il singolo di debutto di Missy Elliott, The Rain (Supa Dupa Fly), contiene proprio un campionamento di I Can't Stand the Rain nel ritornello.
Una versione del brano è apparsa anche nell'album Timeless The Classics Vol. 2 di Michael Bolton del 1999, nell'album Cover live del 1997 di Bernardo Lanzetti e nell'album del 2006 di Sam Moore Overnight Sensational interpretata insieme a Wynonna, Bekka Bramlett, BeBe Winans e Billy Preston. John Lennon disse che la versione di Ann Peebles di I Can't Stand the Rain era una delle sue canzoni preferite. Seal ha anche registrato una versione del brano nell'album del 2008 Soul.
Nel capodanno dell'anno 2011 il cantante Marco Mengoni ha eseguito il brano a Piazza del Plebiscito a Napoli.
Una versione della canzone è contenuta nel film The Commitments di Alan Parker che racconta le vicende di un gruppo musicale composto da ragazzi irlandesi amanti del rhythm and blues.